# استان بلیساریو بوئتو
استان بلیساریو بوئتو (به اسپانیایی: Provincia de Belisario Boeto) یکی از استان‌های بولیوی در بولیوی است که در شهرستان چوکیساکا واقع شده‌است. استان بلیساریو بوئتو ۱٬۷۰۴ کیلومتر مربع مساحت و ۱۲٬۲۷۷ نفر جمعیت دارد و ۲٬۴۰۰ متر بالاتر از سطح دریا واقع شده‌است.